# Modibo Diarra
Pour les articles homonymes, voir Diarra.
Cheick Modibo Diarra, né en 1952 à Nioro-du-Sahel, au Mali, est un astrophysicien et homme d'État malien, Premier ministre du 17 avril au 11 décembre 2012. Il est également citoyen américain. Il est président de Microsoft Afrique depuis février 2006.

## Études
Modibo Diarra est le fils d'un commis de l’administration coloniale ; ce dernier a quatre femmes et trois enfants. Après l'indépendance du Mali, il est déporté pour des motifs politiques. Le jeune Modibo grandit donc sans son père, où il alterne ses études à l'école et les travaux des champs. Il exerce plusieurs « petits métiers », comme vendeur de colliers dans la rue ou encore gérant de boîte de nuit.
Après avoir obtenu son baccalauréat au Mali au lycée technique de Bamako (LTB), Modibo Diarra étudie les mathématiques, la physique et la mécanique analytique à Paris à l’université Pierre-et-Marie-Curie (grâce à une bourse), à l'École centrale, puis l’ingénierie aérospatiale aux États-Unis à l'université Howard (Washington D.C.). Débarqué en 1979, c'est par hasard qu'il intègre cette dernière université : « plus jeune, Modibo s'était juré de ne jamais mettre les pieds dans l'Amérique de la ségrégation raciale. « Un de mes copains voulait s'inscrire à l'université Howard à Washington, raconte-t-il, toujours amusé en évoquant l'épisode. Il m'a demandé de l'accompagner. Il mettait du temps à remplir son dossier, alors comme je m'ennuyais j'ai aussi rempli un dossier. Je parlais à peine l'anglais ». Deux mois plus tard, alors qu'il est retourné en France, Cheick Diarra reçoit une lettre de l'université, on l’attend ». Il sera ensuite professeur dans cette même université.

## Carrière dans l’aéronautique et la science
Cheick Modibo Diarra est recruté en 1984 par le Jet Propulsion Laboratory (JPL, 5 000 agents, situé à Pasadena en Californie) de la NASA (18 500 agents) où il participe à différents programmes : Magellan vers Vénus, Ulysses vers les pôles du Soleil, Galileo vers Jupiter et Mars Observer et Mars Pathfinder vers la planète Mars. Il est directeur du programme éducatif Mars Exploration Program Education and Public Outreach (« Mars Outreach ») de la NASA. Ce programme vise à mieux impliquer le grand public et les différents milieux éducatifs dans la diffusion des informations et des images de la NASA. En 1993, Cheick Modibo Diarra nomme des correspondants du JPL à l'étranger pour le Mars Outreach, dont un Français, Olivier de Goursac qui le fera connaître auprès du grand public et des télévisions en France peu après l'atterrissage de la sonde Pathfinder sur Mars, lors du 1er festival de l'aéronautique de Megève (7-13 juillet 1997) et où Cheick Modibo Diarra sera l'un des invités-vedettes. En 1996, il développe avec son équipe le site Internet de la NASA.
En 1999, il obtient de la NASA de travailler à mi-temps ce qui lui permet de se consacrer au développement de l’éducation en Afrique en créant notamment une fondation, la Fondation Pathfinder pour l’éducation et le développement.
En 2002, il prend un congé sabbatique afin de développer au Mali à Bamako un laboratoire de recherche sur l’énergie solaire.
Il reçoit, en novembre 2011, à l'occasion de la 4e édition du forum international MEDays à Tanger le prix MEDays de l'Éducation pour saluer son initiative du lancement de la première université virtuelle africaine.

## Carrière diplomatique et entrepreneuriale en Afrique
Organisateur du Forum mondial sur l'éducation à Dakar en avril 2000 et du Forum sur l'Afrique au Siège de l’Unesco en novembre 2001, Cheick Modibo Diarra est « ambassadeur de bonne volonté » pour cette même organisation.
Il a été le premier président de l'université virtuelle africaine basée au Kenya, qu'il a quitté en 2005 pour cofonder l'Université Numérique Francophone Mondiale.
Le 20 février 2006, Microsoft annonce la nomination de Cheick Modibo Diarra au poste de président de Microsoft Afrique ; ses bureaux sont à Bamako et Johannesburg (Afrique du Sud).

## Carrière politique
Le 6 mars 2011, Cheick Modibo Diarra présente à Bamako la formation politique qu’il vient de créer en vue de l’élection présidentielle de 2012, le Rassemblement pour le développement du Mali (RPDM). Les observateurs politiques lui donnent alors peu de chance de remporter le scrutin. Mais le putsch mené par le capitaine Amadou Haya Sanogo peu avant l'élection change la donne politique.
Le 17 avril 2012, Cheick Modibo Diarra est nommé Premier ministre du Mali afin de mener un gouvernement d'union nationale de transition, rétablir l'intégrité du territoire malien, sortir le Mali des troubles insurrectionnels dans le Nord du pays et organiser des élections transparentes. Le 25 avril, il forme son gouvernement. En août 2012, il forme un nouveau gouvernement d'union nationale.
Le 11 décembre 2012, il est arrêté par les putschistes du capitaine Amadou Haya Sanogo qui l'obligent à présenter sa démission. Le lendemain, le président Dioncounda Traoré nomme Diango Cissoko au poste de Premier ministre.
Le 25 juin 2013, il annonce qu'il est candidat à l'élection présidentielle de 2013, mais n'obtient que 2,8 % des voix. Il est de nouveau candidat à l'élection présidentielle de 2018 et à celle de 2022,.

## Vie privée
D'une personnalité très affirmée, Cheick Modibo Diarra n'hésite pas à rater « ses examens universitaires parce qu'il est en week-end romantique à Rome. Plus tard, il abandonne sa thèse de maths — et sa fiancée d'alors —, pour aller prier pendant 45 jours dans le désert mauritanien avec un oncle marabout ».
Il est marié avec la fille de Moussa Traoré (troisième président de la République entre 1969 et 1991).

## Ouvrages
- Navigateur interplanétaire (autobiographie)  (ISBN 978-2253112624)